# 2862 Vavilov
Vavilov (asteroide 2862) é um asteroide da cintura principal, a 1,948333 UA. Possui uma excentricidade de 0,1149515 e um período orbital de 1 193 dias (3,27 anos).
Vavilov tem uma velocidade orbital média de 20,07449731 km/s e uma inclinação de 3,48108º.
Este asteroide foi descoberto em 15 de maio de 1977 por Nikolai Chernykh.